# (19392) Oyamada
(19392) Oyamada est un astéroïde de la ceinture principale.

## Description
(19392) Oyamada est un astéroïde de la ceinture principale. Il fut découvert le 22 février 1998 à Nanyo par Tomimaru Okuni. Il présente une orbite caractérisée par un demi-grand axe de 2,29 UA, une excentricité de 0,06 et une inclinaison de 6,6° par rapport à l'écliptique.

## Compléments